# إدارة الحالات المتقدمة
تشير إدارة الحالات المتقدمة (بالإنجليزية: Advanced case management)‏ (ACM)، والمعروفة أيضًا باسم إدارة الحالات الديناميكية أو التكيفية، إلى تنسيق طلب الخدمة في الشؤون المالية أو الصحية أو القانونية أو المواطن أو الموارد البشرية، نيابة عن موضوع مثل عميل أو مواطن أو موظف. وفقًا لشركة Insight 2 Value البريطانية، تقدم ACM «القدرة على مراقبة وتحديث وفهم وتفسير كل جزء من العمل أثناء معالجته، مما يعزز الكفاءة والأمان ويوفر طريقة أكثر ذكاءً وأكثر تكاملاً للتعامل مع حالات تعقيد وتقلص الموارد».

## خدمات اجتماعية
في إدارة الحالات المتقدمة: إستراتيجيات جديدة للتسعينات، تصف نورما رادول رايف تاريخ إدارة الحالات في العمل الاجتماعي. تنظر إلى إدارة الحالة في العمل الاجتماعي "كتدخل جذري في قاعدة القيم المهنية، بما في ذلك مبدأ مقدس في احترام الفرد، وتقرير المصير للعميل، والحصول المتكافئ على الموارد". يكتب رائف أنه "بناءً على مراجعة الأدبيات المحوسبة وتحليل النماذج الموجودة، نقترح أن يتم وصف البرنامج أو الممارسة على أنها" متقدمة "إذا عرضت سلوكًا مبتكرًا على خمسة أبعاد محتملة: العميل، الممارس، التنظيم، نموذج تقديم الخدمة و / أو الانتباه إلى "ضمان الجودة".

## نماذج الأعمال
تم تبني مفهوم ACM من قبل الشركات الكبيرة مثل IBM، ويتم تعريفه ببساطة على أنه إستراتيجية شاملة تقترب من الحالات من كل زاوية ممكنة، مع التأكيد في الوقت نفسه على أهمية التكامل في تلبية احتياجات العميل - المعروف أيضًا باسم الإدارة من 360 درجة. وتخلص شركة Social Solutions التي تتخذ من بالتيمور مقراً لها إلى أن «إدارة الحالة المتقدمة، بدلاً من كونها تقنية جديدة، هي في الواقع مجرد طريقة جديدة للتفكير في كيفية تكامل التكنولوجيا التي نستخدمها مع الخدمات التي نقدمها.» تتضمن المهام التي تتطلبها الحالة عادةً إنشاء مجلد أو حاوية حالة لجميع العناصر المطلوبة. تتضمن الخطوة المهمة الأخرى في معالجة الحالة اتباع إجراءات العمل، المحددة والمخصصة على حد سواء، مما يضمن تقديم الخدمة. نظرًا للطبيعة الديناميكية والفريدة لكل حالة، تتطلب الخدمات المطلوبة عادةً التعاون مع العمال المتخصصين الآخرين داخل وخارج مؤسسة الخدمة. عندما يتم دمجها، تكون إدارة الحالة تعاونية للغاية وديناميكية وسياقية في طبيعتها، حيث تؤدي الأحداث إلى عملية تجارية قائمة على حالة طويلة الأمد. يصبح تجميع العديد من الحالات مع ما يشبه الاتساق والرؤية والتحسين جهدًا صعبًا لكل من عامل الحالة والمنظمة.

## الخدمات
تستخدم إدارة الحالة المتقدمة خدمات متعددة، بما في ذلك إدارة المحتوى، وإدارة عمليات الأعمال، وإدارة قواعد العمل، والتحليلات، ومراقبة الأعمال، والتعاون، والتكامل، والتقاط المستندات، وإنشاء المستندات، وتصميم الحالة.

## معايير الصناعة
في مايو 2014، صادقت مجموعة إدارة الحالات (OMG) على معيار لإدارة الحالة مشابه للمعايير الحالية لإدارة عمليات الأعمال. يصف معيار CMMN تمثيلاً بيانيًا للتعبير عن حالة، بالإضافة إلى تنسيق التبادل لتبادل نماذج الحالة بين الأدوات المختلفة.